# Katoro
Katoro is een plaats in de gemeente Umag in de Kroatische provincie Istrië. De plaats telt 14 inwoners (2001).